# Санкт Килијан
Санкт Килијан (њем. St. Kilian) општина је у њемачкој савезној држави Тирингија. Једно је од 43 општинска средишта округа Хилдбургхаузен. Према процјени из 2010. у општини је живјело 3.064 становника. Посједује регионалну шифру (AGS) 16069048.

## Географски и демографски подаци
Санкт Килијан се налази у савезној држави Тирингија у округу Хилдбургхаузен. Општина се налази на надморској висини од 395 метара. Површина општине износи 54,9 km². У самом мјесту је, према процјени из 2010. године, живјело 3.064 становника. Просјечна густина становништва износи 56 становника/km².